# Paolo Buzzi
Paolo Buzzi (ur. 15 lutego 1874 w Mediolanie, zm. 18 lutego 1956 tamże) – włoski pisarz i poeta, przedstawiciel futuryzmu.
Po 1905 poznał Filippo Tommaso Marinettiego. Pisał m.in. do czasopisma "Poesia" wydawanego przez niego. W latach późniejszych wstąpił do ruchu futurystycznego.

## Twórczość
- 1898 – Poesie leopardiane
- 1909 – Aeroplani
- 1913 – Versi liberi
- 1916 – Bel canto
- 1920 – Popolo, canta cosi!
- 1922 – Poema dei quarantanni
- 1930 – Canti per le chiese vuote
- 1940 – Poema di radioonde
- 1950 – Atomiche